# Сан-Поликарпо (титулярная церковь)
Титулярная церковь Сан-Поликарпо (лат. Titulus Sancti Polycarpi) — титулярная церковь была создана Папой Франциском 14 февраля 2015 года. Титул принадлежит церкви Сан-Поликарпо, расположенной в квартале Рима Аппио-Клаудио, на пьяцца Арулено Челио Сабино.

## Список кардиналов-священников титулярной церкви Сан-Поликарпо
- Альберто Суарес Инда — (14 февраля 2015 — по настоящее время).